# Сабино, Франческо
Франче́ско Саби́но (итал. Francesco Sabino), в прижизненных документах именуется также Саби́но III (Sabino III; около 1618, Неаполь — после 1660, там же) — неаполитанский композитор и музыкальный педагог. По одним данным — племянник, а по другим — брат Джованни Марии и Донато Антонио Сабино.

## Биография
Родился около 1618 года в Неаполе, где провёл всю свою жизнь. Получил домашнее музыкальное образование. Был одним из самых известных частных музыкальных педагогов Неаполя первой половины XVII века, прежде всего — пения. Его имя впервые употребляется в связи с музыкальными исполнениями в сентябре 1645 года. 29 декабря 1646 года он упоминается в качестве учителя пения, игры на музыкальных инструментах и контрапункта 16-летнего  Алессио Д’Анджело. С 23 января 1655 года — один из основателей и руководителей конгрегации музыкантов при церкви Сан-Джорджо-Маджоре. Сохранившиеся сочинения являются более современными по тем временам, чем сочинения его дядьёв, в частности, за счёт использования бо́льшего количества разнообразных музыкальных инструментов.